# Орлова, Евгения Юлиановна
Евге́ния Юлиа́новна Орло́ва (3 мая 1914, Москва, Российская империя — 25 апреля 1999, Москва, Россия) — советский химик-технолог взрывчатых веществ, доктор технических наук, профессор, заслуженный деятель науки и техники РСФСР, лауреат Государственной премии СССР (1984).

## Биография
Родилась в семье отставного военного.
В 1932 году окончила Московский горно-химический техникум. В 1937 году окончила специальный факультет МХТИ, была оставлена в аспирантуре на кафедре взрывчатых веществ.
В годы Великой Отечественной войны один из организаторов московского филиала эвакуированного Московского химико-технологического института им. Д. И. Менделеева. Возглавляла специальный факультет и кафедру взрывчатых веществ филиала.
В послевоенные годы работала в МХТИ: преподаватель кафедры взрывчатых веществ, в 1959—1961 годах — декан химико-технологического факультета, в 1964-79 годах — заведующая кафедрой. Одновременно преподавала в МВТУ и Всесоюзном заочном политехническом институте.
Похоронена на Кузьминском кладбище.

## Научная деятельность
Специалист в области химии и технологии взрывчатых веществ, известна как создатель отечественной научной школы. Научные труды Евгении Юлиановны посвящены исследованию процессов нитрования и технологии получения ароматических нитросоединений. Занималась разработкой и совершенствованием технологии производства тринитротолуола, динитронафталина, термостойких взрывчатых веществ, гексогена, октогена.
Автор учебника «Химия и технология бризантных взрывчатых веществ» (М., 1960; 3-е изд. — М., 1981).

### Научные труды
- Руководство к лабораторному практикуму по получению нитросоединений. — М., 1969 (в соавт.)
- Октоген: Получение, свойства и применение. — М., 1970 (в соавт.)
- Химия и технология азотсодержащих производных нафталина. — М., 1984 (в соавт.)
- Творцы и носители идеи взрыва: Их судьбы и научный вклад в историю взрывчатых веществ. — М., 2003.